# Le Rastaquouère Rodriguez y Papaguanas
Le Rastaquouère Rodriguez y Papaguanas er en fransk stumfilm fra 1906 af Georges Méliès.